# Władcy Orleanu
Poniżej znajduje się chronologiczna lista książąt Orleanu (fr. duc) od początku istnienia księstwa.

## Walezjusze

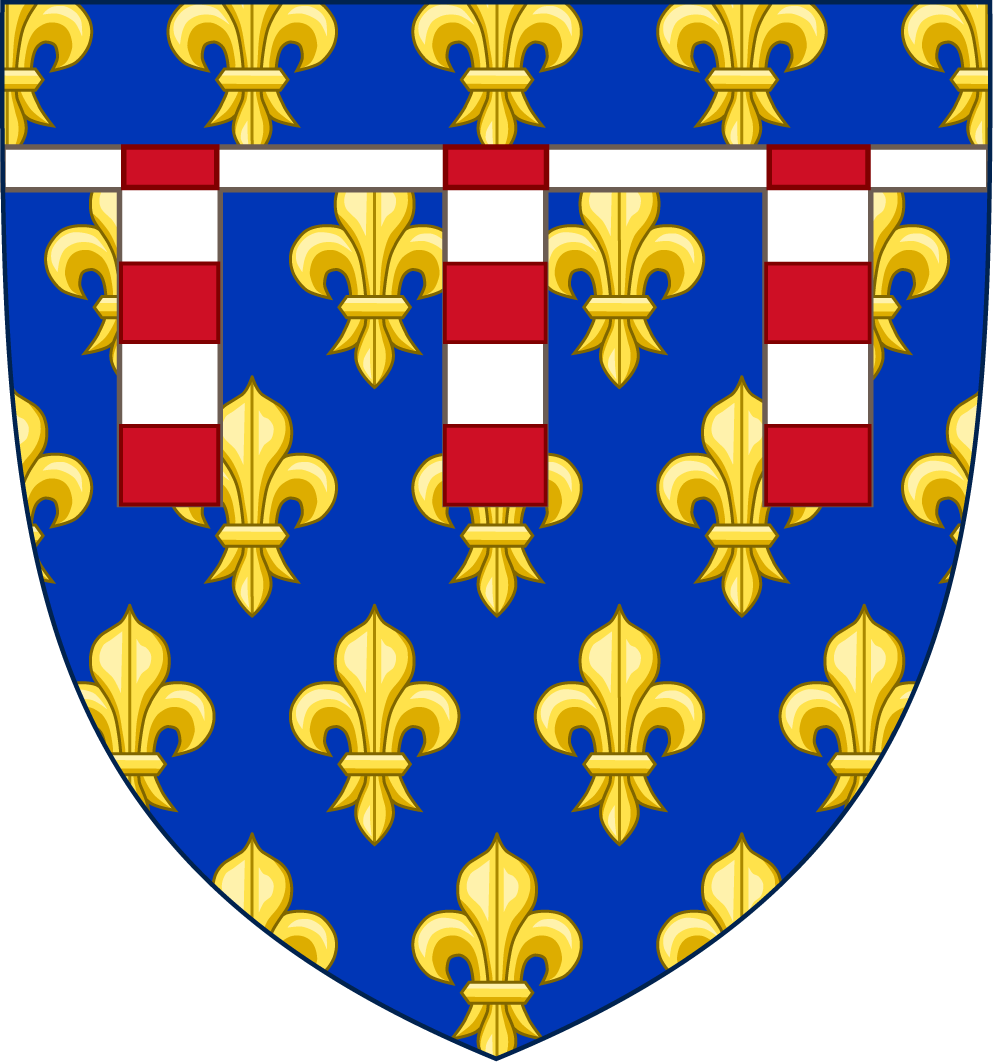

Pierwsza kreacja (1344)
| Wizerunek | Imię            | Daty życia                   | Lata panowania | Ojciec i matka                       | Tytuł          |
| --------- | --------------- | ---------------------------- | -------------- | ------------------------------------ | -------------- |
|           | Filip Walezjusz | 1 lipca 1336-1 września 1376 | 1344–1375      | Filip VI Walezjusz Joanna Burgundzka | książę Orleanu |

### Linia orleańska Walezjuszów
Druga kreacja (1392)
| Wizerunek | Imię            | Daty życia                        | Lata panowania | Ojciec i matka                      | Tytuł                                        |
| --------- | --------------- | --------------------------------- | -------------- | ----------------------------------- | -------------------------------------------- |
|           | Ludwik I        | 13 marca 1372-23 listopada 1407   | 1392–1407      | Karol V Mądry Joanna de Burbon      | książę Orleanu                               |
|           | Karol Orleański | 24 listopada 1394-5 stycznia 1465 | 1407–1465      | Ludwik Orleański Walentyna Visconti | książę Orleanu                               |
|           | Ludwik XII      | 27 czerwca 1462-1 stycznia 1515   | 1465–1498      | Karol Orleański Maria kliwijska     | książę Orleanu król Francji książę Mediolanu |

### Linia Angoulême Walezjuszów
Trzecia kreacja (1519)
| Wizerunek | Imię                | Daty życia                  | Lata panowania | Ojciec i matka                             | Tytuł        |
| --------- | ------------------- | --------------------------- | -------------- | ------------------------------------------ | ------------ |
|           | Henryk II Walezjusz | 31 marca 1519-10 lipca 1559 | 1519–1536      | Franciszek I Walezjusz Klaudia Walezjuszka | Król Francji |

Czwarta kreacja (1536)
| Wizerunek | Imię               | Daty życia                       | Lata panowania | Ojciec i matka                             | Tytuł                                           |
| --------- | ------------------ | -------------------------------- | -------------- | ------------------------------------------ | ----------------------------------------------- |
|           | Karol II Orleański | 22 stycznia 1522-9 września 1545 | 1536–1545      | Franciszek I Walezjusz Klaudia Walezjuszka | książę Orleanu Książę Angoulême Książę Burbonii |

Piąta kreacja (1549)
| Wizerunek | Imię                 | Daty życia                   | Lata panowania | Ojciec i matka                           | Tytuł                       |
| --------- | -------------------- | ---------------------------- | -------------- | ---------------------------------------- | --------------------------- |
|           | Ludwik III Orleański | 1549–1550                    | 1549–1550      | Henryk II Walezjusz Katarzyna Medycejska | książę Orleanu              |
|           | Karol IX Walezjusz   | 27 czerwca 1550-30 maja 1574 | 1550–1560      | Henryk II Walezjusz Katarzyna Medycejska | książę Orleanu król Francji |

Szósta kreacja (1560)
| Wizerunek | Imię              | Daty życia                       | Lata panowania | Ojciec i matka                           | Tytuł                                                                                                |
| --------- | ----------------- | -------------------------------- | -------------- | ---------------------------------------- | --- |
|           | Henryk III Walezy | 19 września 1551-2 sierpnia 1589 | 1560–1574      | Henryk II Walezjusz Katarzyna Medycejska | król Polski i Wielki Książę Litewski król Francji książę Angoulême książę Orleanu książę Andegawenii |

## Linia orleańska Burbonów

Siódma kreacja (1607)
| Wizerunek | Imię           | Daty życia                         | Lata panowania | Ojciec i matka                    | Tytuł          |
| --------- | -------------- | ---------------------------------- | -------------- | --------------------------------- | -------------- |
|           | Mikołaj Henryk | 16 kwietnia 1607-17 listopada 1611 | 1607–1611      | Henryk IV Burbon Maria Medycejska | Książę Orleanu |

Ósma kreacja (1626)
| Wizerunek | Imię   | Daty życia                     | Lata panowania | Ojciec i matka                    | Tytuł          |
| --------- | ------ | ------------------------------ | -------------- | --------------------------------- | -------------- |
|           | Gaston | 25 kwietnia 1608-2 lutego 1660 | 1626–1660      | Henryk IV Burbon Maria Medycejska | Książę Orleanu |

Dziewiąta kreacja (1661)
| Wizerunek | Imię                                | Daty życia                           | Lata panowania | Ojciec i matka                                                    | Tytuł                                                                 |
| --------- | ----------------------------------- | ------------------------------------ | -------------- | ----------------------------------------------------------------- | --------------------------------------------------------------------- |
|           | Filip I Burbon-Orleański            | 21 września 1640-8 czerwca 1701      | 1661–1701      | Ludwik XIII Anna Austriaczka (1601–1666)                          | Książę Orleanu                                                        |
|           | Filip II Burbon-Orleański           | 2 sierpnia 1674-2 grudnia 1723       | 1701–1723      | Filip I Burbon-Orleański Elżbieta Charlotta z Palatynatu          | książę Orleanu i Montpensier regent Francji Pierwszy Minister Francji |
|           | Ludwik I Burbon-Orleański           | 4 sierpnia 1703-4 lutego 1752        | 1723–1752      | Filip II Burbon-Orleański Françoise-Marie de Bourbon              | książę Orleanu i Montpensier                                          |
|           | Ludwik Filip Burbon-Orleański       | 12 maja 1725-18 listopada 1785       | 1752–1785      | Ludwik Filip Burbon-Orleański Augusta Maria Joanna Badeńska       | książę Orleanu i Montpensier                                          |
|           | Ludwik Filip Józef Burbon-Orleański | 13 kwietnia 1747-6 listopada 1793    | 1787–1793      | Ludwik Filip Burbon-Orleański Ludwika Henrietta Burbon            | książę Orleanu książę Montpensier                                     |
|           | Ludwik Filip I                      | 6 października 1773-26 sierpnia 1850 | 1815–1830      | Ludwik Filip Józef Burbon-Orleański Ludwika Maria Adelajda Burbon | książę Orleanu                                                        |
|           | Ferdynand Filip Orleański           | 3 września 1810-13 lipca 1842        | 1830–1842      | Ludwik Filip I Maria Amelia Burbon-Sycylijska                     | książę Orleanu                                                        |
|           | Filip Orleański                     | 24 sierpnia 1869-28 marca 1926       | 1869–1926      | Filip Orleański (hrabia Paryża) Maria Izabela Orleańska           | książę Orleanu                                                        |